# Den ena handen vet vad den andra gör
"Den ena handen vet vad den andra gör", även känd som "Staten & kapitalet", är en sång skriven och komponerad av Leif Nylén. Den spelades ursprungligen in av det svenska proggbandet Blå Tåget på albumet Brustna hjärtans hotell från 1972. Låten fick stort genomslag när det svenska punkbandet Ebba Grön gjorde en cover på den 1980, under namnet "Staten & kapitalet".

## Beskrivning
Originalversionen innehåller ytterligare två verser och har annan text i refrängen, där titeln i stället vävs in. Sångtexten menar att statsmakten och kapitalismen är beroende av varandra.
| ” | Sida vid sida, tillsammans hjälps dom åt. Staten och kapitalet, dom sitter i samma båt. Fast det är inte dom som ror, som ror så att svetten lackar. Och piskan som kittlar, kittlar inte heller deras feta nackar. | „ |

Originaltexten är skriven av Leif Nylén, som har sagt att han fick idén till texten när han var på väg till Radiohuset i Stockholm och passerade Garnisonen på Karlavägen, och då insåg att bostadsbidragen höjs i samband med att hyrorna stiger.

## Ebba Gröns inspelning
Ebba Gröns version var B-sida på deras fjärde singel Ung & kåt. På senare utgåvor har A- och B-sidan bytt plats. Singeln spelades in våren 1980, och gavs ut samma år på skivbolaget Mistlur Records.
"Staten & kapitalet" kom efter 1980 att bli Ebba Gröns paradnummer, och framfördes därefter på nästan alla deras konserter.
2001 släpptes singeln på nytt med en version av Staten & Kapitalet som Ebba Grön spelat in i en replokal.
Ebba Gröns version av låten framröstades som Sveriges bästa rocklåt genom tiderna i radioprogrammet Livet är en fest, och Ebba Gröns singel är en av titlarna i boken Tusen svenska klassiker (2009).

## Låtlista

### Ebba Grön
| Spår | Titel                | Längd          |
| ---- | -------------------- | -------------- |
| 1.   | "Ung & kåt"          | 3 min. 7 sek.  |
| 2.   | "Staten & kapitalet" | 5 min. 26 sek. |

## Listplaceringar

### Ebba Gröns version
| Lista (1980–1981) | Topplacering |
| ----------------- | ------------ |
| Sverige           | 11 39 (2001) |

## Andra tolkningar
Under sin konsert på Ullevi i Göteborg, den 9 juli 2019, spelade Metallica en tolkning av låten. Tillsammans med Kirk Hammett framförde Robert Trujillo låten med svensk originaltext, dock avläst med engelska uttalsregler eftersom han inte talar svenska.

### Fotnoter
1. ↑  Medin, Joakim (2014-05-01): "Proggens budskap lika viktiga i dag som då". Etc.se. Läst 21 juni 2014.
2. ↑  ”Staten & Kapitalet” (på engelska). Discogs. https://www.discogs.com/composition/d300dfe9-ba72-46e8-a8c1-8f6b33b84c70-Staten-Kapitalet. Läst 18 mars 2019.
3. ↑  ”Information i Svensk mediedatabas”. http://smdb.kb.se/catalog/id/001881927.
4. ↑  Gradvall et al 2009, nr. 555
5. ↑  ”Listplacering”. http://swedishcharts.com/showitem.asp?interpret=Ebba+Gr%F6n&titel=Staten+och+kapitalet&cat=s.
6. ↑  ”Listplacering”. http://swedishcharts.com/showitem.asp?interpret=Ebba+Gr%F6n&titel=Staten+%26+kapitalet&cat=s.
7. ↑  ”Metallica slog nytt publikrekord på Ullevi”. Aftonbladet. 9 juli 2019. https://www.aftonbladet.se/nojesbladet/musik/a/naVdK5/metallica-slog-nytt-publikrekord-pa-ullevi. Läst 9 augusti 2019.